# Kanton La Ferté-sous-Jouarre
Kanton La Ferté-sous-Jouarre is een kanton van het Franse departement Seine-et-Marne. Het kanton maakt deel uit van het arrondissement Meaux. Het heeft een oppervlakte van 491.05 km² en telt 61 792 inwoners in 2017, dat is een dichtheid van 126 inwoners/km².

## Gemeenten
Het kanton La Ferté-sous-Jouarre omvatte tot 2014 de volgende 19 gemeenten:
- Bassevelle, 354 inwoners
- Bussières, 425 inwoners
- Chamigny, 1 145 inwoners
- Changis-sur-Marne, 950 inwoners
- Citry, 682 inwoners
- La Ferté-sous-Jouarre, 8 584 inwoners (hoofdplaats)
- Jouarre, 3 415 inwoners
- Luzancy, 809 inwoners
- Méry-sur-Marne, 483 inwoners
- Nanteuil-sur-Marne, 458 inwoners
- Pierre-Levée, 354 inwoners
- Reuil-en-Brie, 819 inwoners
- Saâcy-sur-Marne, 1 658 inwoners
- Saint-Jean-les-Deux-Jumeaux, 1 227 inwoners
- Sainte-Aulde, 516 inwoners
- Sammeron, 956 inwoners
- Sept-Sorts, 394 inwoners
- Signy-Signets, 564 inwoners
- Ussy-sur-Marne, 841 inwoners

Door de herindeling van de kantons bij decreet van 18 februari 2014, met uitwerking in maart 2015, werd het kanton uitgebreid. Het omvat nu volgende 47 gemeenten:
- Armentières-en-Brie
- Bassevelle
- Bussières
- Chamigny
- Changis-sur-Marne
- Citry
- Cocherel
- Congis-sur-Thérouanne
- Coulombs-en-Valois
- Crouy-sur-Ourcq
- Dhuisy
- Douy-la-Ramée
- Étrépilly
- La Ferté-sous-Jouarre (hoofdplaats)
- Fublaines
- Germigny-l'Évêque
- Germigny-sous-Coulombs
- Isles-les-Meldeuses
- Jaignes
- Jouarre
- Lizy-sur-Ourcq
- Luzancy
- Marcilly
- Mary-sur-Marne
- May-en-Multien
- Méry-sur-Marne
- Montceaux-lès-Meaux
- Nanteuil-lès-Meaux
- Nanteuil-sur-Marne
- Ocquerre
- Pierre-Levée
- Le Plessis-Placy
- Poincy
- Puisieux
- Reuil-en-Brie
- Saâcy-sur-Marne
- Saint-Jean-les-Deux-Jumeaux
- Sainte-Aulde
- Sammeron
- Sept-Sorts
- Signy-Signets
- Tancrou
- Trilport
- Trocy-en-Multien
- Ussy-sur-Marne
- Vendrest
- Vincy-Manœuvre